# Puntofijo-Abkommen
Das Puntofijo-Abkommen war ein Pakt zwischen venezolanischen Parteien, der sozialdemokratischen Acción Democrática (AD), der christdemokratischen COPEI und der Unión Republicana Democrática (URD), der am 31. Oktober 1958 (wenige Monate nach dem Sturz des Diktators Marcos Pérez Jiménez, aber noch vor den Wahlen im Dezember) unterzeichnet wurde. Der Name kommt von der gleichnamigen Residenz des Unterzeichners Rafael Caldera in Caracas, in der der Pakt auch unterzeichnet wurde.
Der Zweck des Abkommens war es, die erst kurz zuvor eingeführte Demokratie zu bewahren, indem alle am Pakt beteiligten Parteien gemäß ihrem Wahlerfolg Anteil an der Regierung der Gewinnerpartei bekommen sollten.
Die kommunistische Partido Comunista de Venezuela (PCV), die eine der Hauptkräfte im Kampf gegen die Diktatur war und die Demokratie einführte, wurde an diesem Pakt nicht beteiligt.
Die Unterzeichner des Paktes waren Rómulo Betancourt (der Gewinner der folgenden Wahlen), Raúl Leoni und Gonzalo Barrios für die AD, Jóvito Villalba, Ignacio Luis Arcaya und Manuel López Rivas für die URD, sowie Rafael Caldera, Pedro del Corral und Lorenzo Fernández für COPEI.
Dieses Abkommen schuf nach und nach ein Zweiparteiensystem (die URD verlor sukzessiv an Einfluss). Die Phase der „paktierten Demokratie“ in der Geschichte Venezuelas endete erst 1999 mit dem Amtsantritt von Hugo Chávez.